# ArchiMate

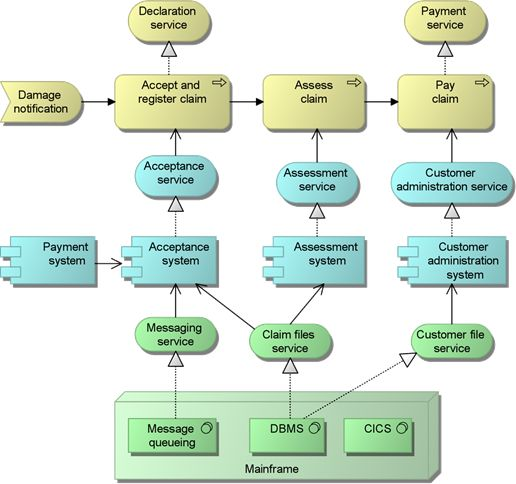
ArchiMate permite el modelado en diferentes capas.

ArchiMate es un lenguaje de modelado de arquitectura empresarial abierto e independiente para soportar la descripción, análisis y visualización de la arquitectura dentro y entre dominios de una manera inequívoca. Es un tipo de lenguaje descriptor de arquitectura (adl).
ArchiMate es un estándar técnico de The Open Group y se basa en los conceptos del estándar IEEE 1471. Cuenta con el respaldo de varios proveedores de herramientas y empresas de consultoría. ArchiMate también es una marca registrada de The Open Group. Open Group tiene un programa de certificación para usuarios de ArchiMate, herramientas de software y cursos.